# 李大潜
李大潜（1937年11月10日—），男，江苏南通人，中国数学家，复旦大学教授、研究生院院长，基础数学和应用数学专业博士生导师。

## 生平
李大潜生于江苏南通，為王煥鏡之子，王煥鑣之侄。1953年在南通中学完成了高中学业。1957年毕业于复旦大学数学系并留校任教。1980年任教授。1995年当选为中国科学院院士。1997年当选为第三世界科学院院士。2005年当选为法国科学院外籍院士。2007年，获得华罗庚数学奖。

## 社会兼职
国务院学位评定委员会学科评议组成员，国家教委科技委数理学部副组长。1995年5月，中国数学会第七次代表大会在北京清华大学举行，会议选举产生了77名理事，并召开理事会第一次会议，他出任副理事长。1998年当选为第三世界科学院院士。此外他还担任中国工业与应用数学学会理事长，上海市科协副主席，第八届全国人大代表。

## 荣誉
李大潜是国务院学位委员会批准的首批博士生指导教师。全国首批有突出贡献的中青年科技专家。

## 学术贡献
李大潜在偏微分方程的理论及应用方面，取得了多项具有国际先进水平的成果。其中，对一般形式的二自变数拟线性双曲型方程组的自由边界问题和间断解的系统研究，以及对非线性波动方程经典解的整体存在性及生命跨度的完整结果均处于国际领先地位。